# Jacob Stockdale
Jacob Stockdale (płn. irl. wym. [ˈdʒeː.kəb ˈstɒk.deˑəl], ur. 3 kwietnia 1996 r. w Newtownstewart) – północnoirlandzki rugbysta, wszechstronny zawodnik formacji ataku występujący zazwyczaj na pozycji skrzydłowego. Reprezentant Irlandii, uczestnik pucharu świata, zdobywca Wielkiego Szlema w Pucharze Sześciu Narodów, srebrny medalista mistrzostw Europy do lat 18 i mistrzostw świata do lat 20.

## Młodość
Stockdale urodził się w Newtownstewart w hrabstwie Tyrone, gdzie wówczas pracował jego ojciec, minister Kościoła prezbiteriańskiego. Z uwagi na zajęcie ojca rodzina Stockdale’ów wielokrotnie przeprowadzała się, w tym do Ballynahinch, gdzie kilkuletni Jacob rozpoczął swoją przygodę z rugby. W wieku sześciu lat po raz pierwszy w charakterze kibica pojawił się też na trybunach Ravenhill Stadium, gdzie dopingował drużynę Ulster Rugby.
Pomimo licznych przeprowadzek niezmiennie uczęszczał do szkoły średniej Wallace High School w Lisburn. W tym czasie bez większego powodzenia uprawiał krykiet, piłkę nożną, ale także rugby. Do osiągnięcia 16 roku życia grywał przeważnie w drugiej, trzeciej czy nawet czwartej drużynie szkolnej. Jednym z powodów był fakt, że jako nastolatek Stockdale był raczej drobnej budowy – dość szybko przestał rosnąć i jako 16-latek mierzył niespełna 170 cm. Wówczas jednak w okresie kilku miesięcy urósł 15 cm, co pozwoliło mu także na szybki rozwój sportowy.
Przełomowym punktem w jego karierze okazał się półfinałowy mecz w szkolnym pucharze Ulsteru. Reprezentanci Wallace High School przegrali wówczas z Methodist College Belfast, jednak imponujący występ Stockdale’a przykuł uwagę jednego ze skautów. W konsekwencji bezpośrednio po ukończeniu szkoły w 2014 roku dostał się do akademii Ulster Rugby. Już we wrześniu z drużyną do lat 20 sięgnął po tytuł mistrza irlandzkich prowincji w tej kategorii wiekowej. W latach młodzieńczych grywał początkowo jako środkowy ataku, później obrońca, a niekiedy także jako skrzydłowy.
W pierwszym roku po opuszczeniu Wallace High School, w czasie rekonwalescencji po doznanych kontuzjach Stockdale rozpoczął intensywny trening, dzięki któremu przybrał na wadze ok. 15 kg. W późniejszym czasie sam zawodnik wskazywał jednak, że tak gwałtowny przyrost masy mięśniowej należało potraktować jako młodzieńczy błąd, który ograniczył jego możliwości motoryczne. W związku z tym w celu osiągnięcia optymalnej sprawności zmuszony był zredukować następnie masę ciała.

## Kariera klubowa
Równocześnie z przyjęciem do akademii regionalnej drużyny Stockdale dołączył też do amatorskiego klubu Queen’s University, w którym występował przez rok. W tym samym czasie grał też w prowincjonalnej drużynie rezerw, Ulster Ravens Przed sezonem 2015/2016 19-latek awansował do pierwszego zespołu Ulsteru, jednak z powodu urazu pachwiny zmuszony był pauzować przez pięć miesięcy. W pierwszej drużynie zadebiutował dopiero w styczniu 2016 roku w meczu Pro12 z Benettonem Treviso. Łącznie w swoim pierwszym sezonie w zawodowych rozgrywkach rozegrał sześć spotkań. Jednocześnie zmienił przynależność klubową na poziomie All-Ireland League („AIL”), przenosząc się do drużyny Belfast Harlequins. W kolejnym roku w AIL występował w barwach swojego klubu z dzieciństwa, Ballynahinch. Większość czasu spędził jednak w pierwszej ekipie Ulsteru – rozegrał 16 spotkań w Pro12 (osiem w pierwszym składzie), z czasem ugruntowując swoją pozycję w drużynie. W meczach tych zdobył dziewięć przyłożeń, co stanowiło najlepszy wynik w drużynie. W grudniu zadebiutował także w europejskim Pucharze Mistrzów w starciu z ASM Clermont Auvergne.
W sezonie 2017/2018 Stockdale był już podstawowym zawodnikiem Ulsterczyków – rozegrał 13 meczów ligowych (wszystkie od początku spotkania; zanotował w nich siedem przyłożeń), dokładając do tego sześć meczów w European Rugby Champions Cup (i trzy przyłożenia). Jego dobra forma została nagrodzona nowym kontraktem, jakim 21-letni zawodnik do 2020 roku związał się z drużyną Ulster Rugby. Nowy sezon w wykonaniu północnoirlandzkiego skrzydłowego przerywany był urazami. Już na początku kampanii, tuż po powrocie do treningów po letniej przerwie poważnie uszkodził tylne mięśnie uda, co spowodowało przymusową przerwę w treningach trwająca około dwóch miesięcy. Z uwagi na późniejsze zaangażowanie w mecze reprezentacji (w listopadzie, lutym i marcu) w rozgrywkach Pro14 wystąpił zaledwie pięciokrotnie, rozgrywając natomiast siedem meczów na arenie międzynarodowej. W pierwszych pięciu meczach grupowych zdobył sześć przyłożeń, co wydatnie przyczyniło się do nominacji do miana najlepszego gracza w Europie za rok 2019. W rodzimej lidze ekipa z Ulsteru dotarła do półfinału, w którym bardzo wyraźnie uległa szkockiej drużynie Glasgow Warriors. W zmaganiach europejskich drużyna Stockdale’a odpadła w fazie ćwierćfinałowej po porażce z Leinster. Drużyna z Dublina okazała się lepsza w stosunku 21:18, zaś w trakcie meczu północnoirlandzki skrzydłowy – przy dwupunktowym prowadzeniu swojej ekipy – upuścił piłkę, będąc już na polu przyłożeń. W lutym 2019 roku zawodnik formalnie zmienił klub w amatorskich rozgrywkach All-Ireland League – dołączył do drużyny Lurgan R.F.C. działającym w mieście, w którym zamieszkał jako 15-latek.
W styczniu 2020 roku Stockdale przedłużył kontrakt z Ulster Rugby o kolejne trzy lata.

## Kariera reprezentacyjna
Wychowanek Ballynahinch występował w reprezentacjach Irlandii co najmniej od grupy do lat 18. Pod koniec 2013 roku brał udział w zgrupowaniu kadry, podczas którego rozegrano tradycyjne spotkanie pomiędzy reprezentantami klubów oraz szkół. Stockdale w barwach drużyny szkolnej zdobył wówczas trzy przyłożenia. W kwietniu uczestniczył w mistrzostwach Europy U-18. Podczas rozgrywanego w Polsce turnieju rozegrał wszystkie trzy spotkania swojej drużyny, która po porażce w finale z rówieśnikami z Anglii zdobyła srebrny medal. W czasie zawodów zdobył trzy przyłożenia, które dołożył do wcześniejszych dwóch zdobytych w sparingu ze Szkocją.
W lutym 2015 roku niespełna 19-letni zawodnik został powołany do reprezentacji U-20 na młodzieżowy Puchar Sześciu Narodów, gdzie pełnił rolę rezerwowego. Dwa miesiące później brał udział w spotkaniach kadry do lat 19. Do drużyny U-20 wrócił na czerwcowe mistrzostwa świata we Włoszech. Tam reprezentanci Irlandii zajęli ostatecznie siódme miejsce. Z uwagi na swój wiek Stockdale brał udział w zmaganiach o Puchar Sześciu Narodów U-20 także rok później, jednak część spotkań opuścił z uwagi na zaangażowanie w mecze pierwszej drużyny Ulsteru. W maju 2018 roku otrzymał powołanie na swój drugi już turniej o mistrzostwo świata. Podczas rozgrywanego w Manchesterze turnieju Irlandczycy dotarli aż do wielkiego finału, po drodze pokonując m.in. Nową Zelandię. W decydującym meczu ulegli jednak reprezentantom Anglii 21:45. Sam Stockdale w czasie turnieju wystawiany był na pozycji obrońcy. Zdobył stamtąd cztery przyłożenia (po dwa z Walią w fazie grupowej oraz w półfinale z Argentyną), notując dodatkowo bardzo dobre zawody z „Baby Blacks”. Także w finale, mimo stosunkowo wysokiej porażki zapisał się w pamięci rajdem pomiędzy rywalami, asystując ostatecznie przy przyłożeniu jednego z kolegów.
W połowie 2017 roku, gdy 11 reprezentantów Irlandii brało udział w zgrupowaniu British and Irish Lions, Stockdale otrzymał swoje pierwsze powołanie do seniorskiej reprezentacji kraju. Debiutował w czerwcowym meczu ze Stanami Zjednoczonymi, w którym zdobył jedno z dziewięciu przyłożeń swojego zespołu. Wystąpił też w drugim ze spotkań tej serii z Japonią. Wysoka forma w barwach Ulsteru spowodowała, że w pierwszym składzie pojawił się na boisku także w dwóch meczach podczas listopadowego okna reprezentacyjnego (z Południową Afryką i Argentyną), powiększając swój indywidualny dorobek o kolejne trzy przyłożenia.
Pomimo solidnych występów pod koniec roku Stockdale nie spodziewał się, że będzie podstawowym zawodnikiem drużyny Joego Schmidta w trakcie nadchodzącego Pucharu Sześciu Narodów. Gracz Ulsteru wszystkie pięć meczów rozpoczął jednak w pierwszym składzie, jako skrzydłowy. W pięciu turniejowych spotkaniach zdobył siedem przyłożeń, czym ustanowił rekord zawodów po ich reorganizacji w 2000 roku (więcej na koncie mieli jedynie Cyril Lowe w 1914 i Ian Smith w 1925 roku). Jako pierwszy od czasów Lowe’a zdobył także więcej niż jedno przyłożenie w trzech kolejnych meczach turnieju. Stockdale swoje przyłożenia zdobywał przeciw Włochom, Walii, Szkocji (po dwa w każdym) oraz przeciw Anglii (jedno). Irlandzka reprezentacja sięgnęła po Wielki Szlem, a 21-latek został wybrany najlepszym graczem turnieju. Był to przełomowy moment w karierze reprezentacyjnej Stockdale’a, który za kadencji Schmidta stał się podstawowym zawodnikiem drużyny. W dalszej części 2018 roku brał udział w wyjazdowej serii spotkań z Australią, a później w listopadowych meczach testowych w Europie. W ich trakcie Irlandczycy pokonali urzędujących mistrzów świata, reprezentację Nowej Zelandii, zaś skrzydłowy z Ulsteru zdobył jedyne przyłożenie swojej drużyny.
Rok 2019 Stockdale rozpoczął od udziału w Pucharze Sześciu Narodów, w którym dwukrotnie przykładał piłkę na polu punktowym rywala. We wrześniu otrzymał powołanie na rozgrywany w Japonii puchar świata. Irlandzka drużyna przystępowała do mistrzostw w gronie faworytów, w pewnym momencie nawet jako lider światowego rankingu. Zespół nie zdołał jednak sprostać oczekiwaniom – Irlandia w fazie grupowej doznała porażki z gospodarzami turnieju, przez co w fazie ćwierćfinałowej trafiła na Nowozelandczyków. Ekipa „All Blacks”, rok wcześniej ograna w pojedynku w Dublinie, tym razem zdominowała Irlandczyków, pokonując ich aż 46:14. W czasie turnieju Stockdale, podobnie jak większość jego kolegów, prezentował słabą formę, zwłaszcza na tle Nowej Zelandii.
Pomimo tego, że po zakończeniu turnieju nowym szkoleniowcem reprezentacji został Andy Farrell, Stockdale zachował miejsce w pierwszym składzie, występując regularnie podczas Pucharu Sześciu Narodów 2020. Choć przed rozpoczęciem zmagań on sam wskazywał, że znajduje się w lepszej dyspozycji niż w rekordowym roku 2018, część komentatorów krytykowała jego brak zaangażowania w grę obronną, który przekłada się na błędy dające rywalom okazje do zdobycia punktów – już we wcześniejszych latach wskazywano, że wychowanek Ballynahitch znacznie lepiej prezentuje się w grze ofensywnej niż w defensywie.

### Statystyki
Stan na dzień 23 lutego 2020 r.
Występy na arenie międzynarodowej
| Drużyna narodowa | Rok  | Mecze | Punkty |
| ---------------- | ---- | ----- | ------ |
| Irlandia         | 2017 | 4     | 20     |
| Irlandia         | 2018 | 10    | 40     |
| Irlandia         | 2019 | 11    | 20     |
| Irlandia         | 2020 | 3     | 0      |
| Suma             | Suma | 28    | 80     |

Przyłożenia na arenie międzynarodowej
| Lp. | Data              | Miejsce                       | Przeciwnik        | Rozgrywki                   |
| --- | ----------------- | ----------------------------- | ----------------- | --------------------------- |
| 1.  | 10 czerwca 2017   | Red Bull Arena, Harrison      | Stany Zjednoczone | mecz testowy                |
| 2.  | 11 listopada 2017 | Aviva Stadium, Dublin         | Południowa Afryka | mecz testowy                |
| 3.  | 25 listopada 2017 | Aviva Stadium, Dublin         | Argentyna         | mecz testowy                |
| 4.  | 25 listopada 2017 | Aviva Stadium, Dublin         | Argentyna         | mecz testowy                |
| 5.  | 10 lutego 2018    | Aviva Stadium, Dublin         | Włochy            | Puchar Sześciu Narodów 2018 |
| 6.  | 10 lutego 2018    | Aviva Stadium, Dublin         | Włochy            | Puchar Sześciu Narodów 2018 |
| 7.  | 24 lutego 2018    | Aviva Stadium, Dublin         | Walia             | Puchar Sześciu Narodów 2018 |
| 8.  | 24 lutego 2018    | Aviva Stadium, Dublin         | Walia             | Puchar Sześciu Narodów 2018 |
| 9.  | 10 marca 2018     | Aviva Stadium, Dublin         | Szkocja           | Puchar Sześciu Narodów 2018 |
| 10. | 10 marca 2018     | Aviva Stadium, Dublin         | Szkocja           | Puchar Sześciu Narodów 2018 |
| 11. | 17 marca 2018     | Twickenham Stadium, Londyn    | Anglia            | Puchar Sześciu Narodów 2018 |
| 12. | 17 listopada 2018 | Aviva Stadium, Dublin         | Nowa Zelandia     | mecz testowy                |
| 13. | 9 lutego 2019     | Murrayfield Stadium, Edynburg | Szkocja           | Puchar Sześciu Narodów 2019 |
| 14. | 24 lutego 2019    | Stadio Olimpico, Rzym         | Włochy            | Puchar Sześciu Narodów 2019 |
| 15. | 31 sierpnia 2019  | Millennium Stadium, Cardiff   | Walia             | mecz testowy                |
| 16. | 31 sierpnia 2019  | Millennium Stadium, Cardiff   | Walia             | mecz testowy                |

## Nagrody i wyróżnienia
- nagroda dla najlepszego zawodnika sezonu 2013/2014 wśród uczniów ulsterskich szkół (Ulster Schools’ Player of the Year)[6][64]
- nagroda dla najlepszego zawodnika Pucharu Sześciu Narodów 2018 (2018 Six Nations Player of the Championship)[55]
- nagroda BBC Northern Ireland dla sportowej osobowości roku 2018 (BBC Sport Northern Ireland Personality of the Year)[53]
- nagroda Belfast Telegraph dla zawodnika roku 2018 (Malcolm Brodie Player of the Year)[6]
- nagroda Belfast Telegraph dla zawodnika o przełomowym roku 2018 (George Best Breakthrough Award)[6]
- nominacja do nagrody European Professional Club Rugby dla najlepszego zawodnika w Europie roku 2019 (EPCR European Rugby Player of the Year)[28]
- nagroda Rugby Players Ireland dla młodego zawodnika roku (RPI Nevin Spence Young Player of the Year):
  - 2018[65]
  - 2019 – nominacja[66]

## Życie osobiste
Ojciec Jacoba, Graeme, był duchownym Kościoła prezbiteriańskiego. Jako minister pracował kolejno w placówkach (misjach): w dzielnicy Belfastu przy Shankill Road, w Newtonstewart, Gortin (oba w hrabstwie Tyrone) i Ballynahinch (hrabstwo Down). Następnie pełnił funkcję kapelana w hospicjum w Newry (hrabstwo Down), a także w więzieniach w Maghaberry (hrabstwo Antrim) i Hydebank w południowym Belfaście. Ostatecznie rodzina osiadła w Lurgan. Matka reprezentanta Irlandii, Janine, pracowała jako położna, wykładając położnictwo na Queen’s University Belfast. Jacob ma dwie siostry, starszą Hannah i młodszą Lydię. Inicjały całej czwórki (G, J, H oraz L) okalające krzyż celtycki znalazły się na tatuażu wykonanym na ramieniu zawodnika. Sam Stockdale z rodzinnego domu wyniósł głęboką wiarę chrześcijańską, deklaruje się jako osoba wierząca, uczestnicząca w życiu religijnym swojej parafii i regularnie modląca się – także w trakcie meczów.
Zarówno ojciec wychowanka Ballynahinch, jak i jego dziadek Ivan grali w rugby na poziomie szkolnym oraz klubowym w drużynie Ballyclare R.F.C. z miasta o tej samej nazwie.
W 2019 roku Jacob zaangażował się w działający w Lurgan program Peace IV, którego celem było angażowanie młodzieży i budowanie poprzez sport pozytywnych relacji w okolicy silnie dotkniętej przez północnoirlandzki konflikt religijny.
Stockdale, wedle własnych słów, „nieźle” gra na gitarze, banjo i ukulele.